# Lago Mapourika

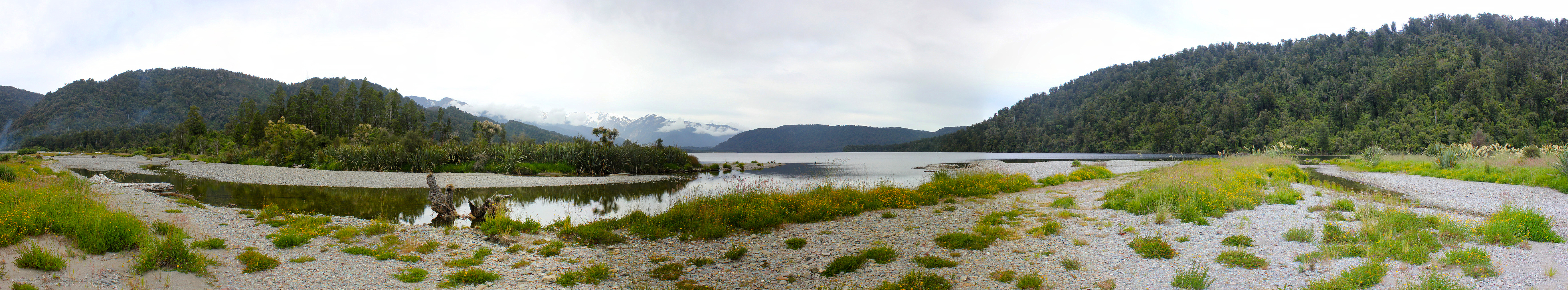
Il lago Mapourika

Il  lago Mapourika è un lago neozelandese che si trova sull'Isola del Sud, nella regione della  West Coast, a nord del ghiacciaio Franz Josef. Il fiume emissario Ōkārito River ne drena le acque nella laguna di Ōkārito. Esso è il lago più esteso della West Coast ed è di origine glaciale, risalente all'ultima glaciazione. Da quando l'acqua proveniente dal disgelo del ghiacciaio non alimenta più il lago, esso viene alimentato da acqua piovana che scende dal terreno delle foreste che lo circondano, arricchita dal tannino che conferisce al lago il suo colore scuro. Poiché i venti locali soffiano in alto sulle montagne delle Alpi meridionali, la superficie del lago rimane imperturbata e riflette i bordi delle foreste che lo circondano.